# Волица (Красиловский район)
Волица (укр. Волиця) — село в Красиловском районе Хмельницкой области Украины.
Население по переписи 2001 года составляло 787 человек. Почтовый индекс — 31054. Телефонный код — 38255. Код КОАТУУ — 6822782101.

## История
В 1946 г. указом ПВС УССР село Волица-Дубищевская переименовано в Волицу.

## Местный совет
31054, Хмельницкая обл., Красиловский р-н, с. Волица, ул. Школьная, 6